# International Federation of Medical Students Association
International Federation of Medical Students Association (IFMSA) er verdensorganisationen af lægestuderende. Organisationen er en paraplyorganisation for nationale foreninger af lægestuderende heriblandt danske IMCC. Organisationen rummer 105 nationale eller lokale organisationer fordelt over 127 lande og seks kontinenter (2012), se liste over IFMSA medlemslande.
I 2011 blev det årlige IFMSA August meeting afholdt Danmark i perioden fra d. 1. til 7. august 2011 på Ørestad Gymnasium, hvor Kronprinsesse Mary var protektor.